# Colonia San Vicente, Puebla
Colonia San Vicente är en ort i Mexiko.   Den ligger i kommunen San Martín Texmelucan och delstaten Puebla, i den sydöstra delen av landet, 80 km öster om huvudstaden Mexico City. Colonia San Vicente ligger 2 237 meter över havet och antalet invånare är 189.
Terrängen runt Colonia San Vicente är platt åt sydost, men åt nordväst är den kuperad. Runt Colonia San Vicente är det tätbefolkat, med 591 invånare per kvadratkilometer. Närmaste större samhälle är San Martin Texmelucan de Labastida, 3,5 km väster om Colonia San Vicente. Omgivningarna runt Colonia San Vicente är en mosaik av jordbruksmark och naturlig växtlighet.